# يان-مارك شنايدر
يان-مارك شنايدر (بالألمانية: Jan-Marc Schneider)‏ هو لاعب كرة قدم ألماني في مركز الهجوم، ولد في 25 مارس 1994 في هامبورغ في ألمانيا. لعب مع نادي سانت باولي.

## وصلات خارجية
- يان-مارك شنايدر على موقع قاعدة بيانات كرة القدم.إي يو (الإنجليزية)
- يان-مارك شنايدر على موقع Soccerway.com (الإنجليزية)
- يان-مارك شنايدر على موقع عالم كرة القدم.نت (الإنجليزية)